# Ole Mørch (Politiker)
Ole Jakob Hans Mørch (* 11. Oktober 1867 in Upernavik; † 17. März 1923 ebenda) war ein grönländischer Katechet und Landesrat.

## Leben
Ole Mørch war der älteste Sohn des Pastors Severin Christian Tobias Simeon Mørch (1840–1916) und dessen Frau Mariane Regine Lynge (1850–1917). Er war in erster Ehe seit dem 12. November 1893 verheiratet mit Karoline Jakobine Marie Petersen (1875–1911), Tochter des Jägers Christian Mathias Ole Petersen (1840–1898) und dessen Frau Johanne Marie Magdalene (1841–1893). Aus der Ehe gingen sechs Kinder hervor. Nach dem Tod seiner Frau ehelichte er am 19. Januar 1913 in zweiter Ehe Benigne Sara Rebekka Løvstrøm (1872–1926), Tochter des Katecheten Amajut Paul Simon Løvstrøm (1841–1897) und dessen Frau Mariane Beathe Magdalene (1846–1908).
Der als Katechet und Jäger tätige Ole Mørch wurde 1911 für eine Legislaturperiode in den ersten nordgrönländischen Landesrat gewählt. 1914 nahm er nicht an der Sitzung teil. Er starb 1923 im Alter von 65 Jahren an einem Herzleiden.